# Mariano Monllor
Mariano Monllor (Buenos Aires, Argentina, 28 de febrero de 1989) es un futbolista argentino. Juega de arquero y su equipo actual es el Los Andes, club que milita en la Segunda División de Argentina.
Su hermano, Daniel Monllor, también arquero, ataja en Nueva Chicago.

## Clubes

### Liniers
Durante la mayoría del Campeonato de Primera C 2010-11 fue el arquero suplente, siendo que el 12 de febrero del 2011 se produce su debut al ingresar a los 21 minutos del segundo tiempo ante la lesión de Marcos Fernández, siendo que termina el partido sin recibir goles. Ya en la siguiente fecha se produciría su debut como titular, siendo que completa los 90 minutos sin recibir goles nuevamente. En total disputó seis partidos en los que recibió 6 goles.
De cara al Campeonato de Primera C 2011-12 se confirma su continuidad en el Liniers, pero ya quedando como arquero titular y debutando en la primera fecha del campeonato ante Deportivo Laferrere. Terminó disputando los 38 partidos en los que recibió 50 goles.
De cara al Campeonato de Primera C 2012-13 se confirma su continuidad pero comenzando como suplente detrás de Daniel Saranzotti. Recién en la tercera fecha se produce su ingreso en el segundo tiempo, debutando así en el campeonato. Termina el partido sin que le conviertan goles. Tras dicho partido consigue la titularidad y llega a disputar 36 partidos en los que recibe 33 goles.
Por cuarto año consecutivo continúa en Liniers de cara al Campeonato de Primera C 2013-14, arrancando como titular. En total disputaría 17 partidos en los que le convertirían 22 goles.

### Dock Sud
Se confirma su llegada para disputar la segunda mitad del Campeonato de Primera C 2013-14, siendo que se suma para ser el arquero titular del equipo. Debuta en la vigésimo primera fecha como titular contra Talleres de Remedios de Escalada, disputando los 90 minutos y recibiendo 2 gol. En total disputa 14 partidos en los que le convirtieron 14 goles.
Se confirma su continuidad de cara al Campeonato de Primera C 2014.

### Independiente Rivadavia
Se confirma su llegada para disputar la Primera División Argentina, llega para disputar el lugar que dejó ante su partida Maximiliano Gagliardo, siendo que terminaría perdiendo la titularidad ante Gonzalo Marinelli y buscando una salida anticipada del club en busca de más continuidad.

### Ferro
Tras la salida de Rodrigo Saracho se confirma su llegada al verdolaga para disputar el arco con los arqueros juveniles Lucas Ruiz y Leonel Szalich, firma un contrato hasta diciembre del 2025.

## Estadísticas
Actualizado al 28 de octubre de 2024

| Liniers Argentina | 4.ª           | 2010-11       | 6   | -6   | 0 | 0  | — | — | 6   | -6   |
| Liniers Argentina | 4.ª           | 2011-12       | 38  | -50  | 0 | 0  | — | — | 38  | -50  |
| Liniers Argentina | 4.ª           | 2012-13       | 36  | -33  | 0 | 0  | — | — | 36  | -33  |
| Liniers Argentina | 4.ª           | 2013-14       | 17  | -22  | 0 | 0  | — | — | 17  | -22  |
| Liniers Argentina | Total         | Total         | 97  | -111 | 0 | 0  | 0 | 0 | 97  | -111 |
| Dock Sud Argentina | 4.ª           | 2013-14       | 14  | -14  | 0 | 0  | — | — | 14  | -14  |
| Dock Sud Argentina | 4.ª           | 2014          | 22  | -21  | 0 | 0  | — | — | 22  | -21  |
| Dock Sud Argentina | 4.ª           | 2015          | 31  | -38  | 0 | 0  | — | — | 31  | -38  |
| Dock Sud Argentina | Total         | Total         | 67  | -59  | 0 | 0  | 0 | 0 | 67  | -59  |
| Acassuso Argentina | 3.ª           | 2016          | 0   | 0    | 0 | 0  | — | — | 0   | 0    |
| Acassuso Argentina | 3.ª           | 2016-17       | 1   | -1   | 0 | 0  | — | — | 1   | -1   |
| Acassuso Argentina | 3.ª           | 2017-18       | 0   | 0    | 0 | 0  | — | — | 0   | 0    |
| Acassuso Argentina | Total         | Total         | 1   | -1   | 0 | 0  | 0 | 0 | 1   | -1   |
| Barracas Central Argentina | 3.ª           | 2018-19       | 1   | -2   | 0 | 0  | — | — | 1   | -2   |
| Barracas Central Argentina | 2.ª           | 2019-20       | 0   | 0    | 0 | 0  | — | — | 0   | 0    |
| Barracas Central Argentina | 2.ª           | 2020          | 8   | -6   | 0 | 0  | — | — | 8   | -6   |
| Barracas Central Argentina | 2.ª           | 2021          | 22  | -22  | 0 | 0  | — | — | 22  | -22  |
| Barracas Central Argentina | Total         | Total         | 31  | -30  | 0 | 0  | 0 | 0 | 31  | -30  |
| Def. Belgrano Argentina | 2.ª           | 2022          | 23  | -13  | 0 | 0  | — | — | 23  | -13  |
| Def. Belgrano Argentina | Total         | Total         | 23  | -13  | 0 | 0  | 0 | 0 | 23  | -13  |
| San Martín (SJ) Argentina | 2.ª           | 2023          | 34  | -38  | 3 | -3 | — | — | 37  | -41  |
| San Martín (SJ) Argentina | Total         | Total         | 34  | -38  | 3 | -3 | 0 | 0 | 37  | -41  |
| Independiente Rivadavia Argentina | 1.ª           | 2024          | 0   | 0    | 4 | -4 | — | — | 4   | -4   |
| Independiente Rivadavia Argentina | Total         | Total         | 0   | 0    | 4 | -4 | 0 | 0 | 4   | -4   |
| Ferro Argentina | 2.ª           | 2024          | 10  | -9   | 0 | 0  | — | — | 10  | -9   |
| Ferro Argentina | Total         | Total         | 10  | -9   | 0 | 0  | 0 | 0 | 10  | -9   |
| Total Carrera | Total Carrera | Total Carrera | 263 | -276 | 7 | -7 | 0 | 0 | 270 | -283 |
| (1) La copa nacional se refiere a la Copa Argentina. (2) La copa internacional se refiere a la Copa Sudamericana y Copa Libertadores. (3) Promedio de goles recibidos por partidos no incluye goles recibidos en partidos amistosos. |               |               |     |      |   |    |   |   |     |      |

## Palmarés

### Torneos nacionales
| Título    | Club             | País      | Año     |
| --------- | ---------------- | --------- | ------- |
| Primera B | Barracas Central | Argentina | 2018-19 |